# Armando Bucciol
Armando Bucciol (ur. 3 lipca 1946 w Motta di Livenza) – włoski duchowny rzymskokatolicki pracujący w Brazylii, w latach 2004-2023 biskup Livramento de Nossa Senhora.

## Życiorys
Święcenia kapłańskie przyjął 12 września 1971. Studiował m.in. w Padwie oraz na rzymskim Anselmianum. Inkardynowany do diecezji Vittorio Veneto, pracował jako duszpasterz parafialny, był także wykładowcą na uczelni w Pordenone. W 1991 wyjechał na misje do Brazylii i rozpoczął pracę w diecezji Caetité, gdzie był m.in. rektorem diecezjalnego seminarium.
21 stycznia 2004 papież Jan Paweł II mianował go biskupem diecezji Livramento de Nossa Senhora. Sakry biskupiej udzielił mu 17 kwietnia 2004 abp Luciano Pedro Mendes de Almeida.
1 lutego 2023 papież Franciszek przyjął jego rezygnację z urzędu biskupa diecezjalnego.